# Anaxilaos
Anaxilaos nebo Anaxilas (starořecky Ἀναξίλαος a Ἀναξίλας) byl králem Sparty (pravděpodobně mytickým) přibližně od roku 645 před Kr. Do roku 625 před Kr. Pocházel z královského rodu Eurypontovců.
Nejstarší známý záznam od historika Herodota v knize Historie, Anaxilaa uvádí jako jedenáctého krále Sparty rodu Eurypontovcov od jejího legendárního zakladatele Prokom.
Z tohoto textu se také dozvídáme, že jeho otcem a předchůdcem na trůnu byl Archidamos I. a následníkem syn Leótychidas I. Jiné informace týkající se krále Anaxilaa nám Herodotos nepodává.
To, zda byl Anaxilaos skutečně panovníkem Sparty nevíme, neboť je znám i seznam králů Sparty rodu Eurypontovců od Pausania, který se s Herodotovy celkem neshoduje a král Anaxilaos v něm nefiguruje.
Jak se antičtí historici v seznamech králů rodu Eurypontovců (v seznamu rodu Agiovců se shodují) neshodli, tak i současní nejsou na tom odlišně. Chybějící historický materiál z tohoto období dějin králů Sparty, pro následné kusé rukopisné záznamy antických autorů napsáno až po delším časovém odstupu a navíc plné rozporů, nám asi neumožní poodhalit historii této dávné minulosti Sparty.